# Margueriedok
De Marguerie Schuilhaven of Margueriedok bevindt zich aan het Antwerpse Loodswezen en werd in 1883 aangelegd als lig- en strandplaats voor roeiboten die onder andere vroeger de vlieten aandeden. Wie aan boord van een voor anker liggend schip wilde komen, kon een beroep doen op de 'bootjesroeiers'. Aan de vlotbrug van het Steenplein kon men op- en afstappen. De bootjes werden 's avonds, na dagtaak in het Margueriedokje gelegd.
Met deze roeibootjes begaven de waterklerken zich aan boord van de aankomende zeil- of stoomschepen om onder meer documenten, post en het wasgoed van de kapitein op te halen.
De naam Margueriedok gaat terug op Ludovicus Marguerie (1821 - 1889), die als gemeenteraadslid en scheepsbouwer de promotor was van de bouw van dit dokje.
Heden ten dage liggen er nog roeiboten maar ook de rode Brabo-bootjes liggen er soms op het droge, naargelang het getij. Ook de betonningsschepen leggen hier aan om van hieruit de betonning, dit zijn de boeien en nachtelijke verlichting van de vaargeulen, te controleren.
Op de Antwerpse rechteroever van de Schelde:
Albertdok · Amerikadok · Asiadok · Bevrijdingsdok · Bonapartedok · Churchilldok · Derde Havendok · Eerste Havendok · Graandok · Hansadok · Houtdok · Industriedok · Kanaaldok · 
Kattendijkdok · Kempisch dok · Kooldok · Leopolddok · Lobroekdok · Margueriedok · Marshalldok · Noordschippersdok · Petroleumdok · Sasdok · Schippersdok · Schuildok voor Lichters · Siberiadok · Steendok · Straatsburgdok · Suezdok · Tweede Havendok · Verbindingsdok · Vierde Havendok · Vijfde Havendok · Willemdok · Zesde Havendok · Zuiderdokken
Op de Oost-Vlaamse linkeroever van de Schelde:
Deurganckdok · Doeldok · Noordelijk Insteekdok · Saeftinghedok · Verrebroekdok · Vrasenedok · Waaslandkanaal · Zuidelijk Insteekdok